# Admetos
Admetos je po grški mitologiji kralj Fere v Tesaliji (nasledil je svojega očeta Feresa) in eden od Argonavtov.
Ko bi moral umreti, je šla namesto njega v smrt njegova žena Alkestis.
Nasledil ga je sin Eumelus, ki je vodil vojščake Fere in Jolkusa med trojansko vojno.